# Jaime Roca
Jaime Roca es un actor de teatro y televisión ecuatoriano. Es conocido por trabajar en las distintas producciones cómicas de televisión del director Jorge Toledo.

## Biografía
Se inició en la actuación en el año de 1985, luego de ingresar a un curso de actuación del actor Oswaldo Segura, donde fue compañero de Jorge Toledo. Sus primeros trabajos en el teatro se dieron con el grupo La Mueca, más tarde en el teatro Candilejas.
Su primera participación en televisión se dio en los años de 1990, con el programa Manzana 12, de SíTV. La mayor parte de su carrera la ha realizado en las producciones cómicas de Jorge Toledo, como Ni En Vivo Ni En Directo, Vivos, La pareja feliz y La Tremebunda Corte. En 2009 formó parte de Ni por aquí ni por allá de GamaTV, cuando se separaron del elenco inicial de Reinoso. Fue parte de eleOeleTV en 2017, canal de YouTube, bajo la dirección de Jorge Toledo y la producción de Nicolás Lapentti, junto al elenco de Marián Sabaté, Felipe Crespo, Vicente Romero Rivera, Danilo Esteves, entre otros.
En el periodo en que dejó de aparecer en programas televisivos, se dedicó al teatro y trabajó como supervisor en un supermercado.
En 2017 realizó una participación especial en la telenovela La Trinity de Ecuavisa, al año siguiente interpretó por primera vez en su carrera a un villano dentro de la serie Nina de Teleamazonas.
En 2019 tuvo su primer papel como protagonista interpretando a Pedrito, un hombre que hace los quehaceres domésticos y está a las órdenes de su esposa, en la comedia Amo de casa, dirigida por Jorge Toledo, la cual nació de un sketch del programa Ni por aquí, ni por allá que fue subido a internet por Toledo y gozó de mucha popularidad. El sketch fue incluido en el segmento El mandarina de eleOeleTV. Basada en el sketch, surgió la obra Macho que se respeta, es mandarina, con la que se inauguró el Café Teatro Toledo. Parte del elenco es Jorge Toledo, quien interpreta a Perico, y Marilú Pesántez quien interpreta a la esposa de Pedrito como María Josefa; además de Danilo Esteves, Mayra Jaime y Nelly Pazmiño.
En 2019 también interpretó a un político corrupto que escapa de la ley junto a su asesor y su moza, en la obra Un político entre mozas y apuros, dirigida por Jorge Toledo para Café Teatro Toledo.

## Filmografía

### Series y Telenovelas
- (2021) Juntos y revueltos - El casero (Participación especial)
- (2020) Antuca me enamora - El caza talentos (Participación especial)
- (2019) Amo de casa - Pedro "Pedrito, El Mandarina" (Protagonista principal)
- (2017) La Trinity - El papá de Rochi (Invitado)
- (2018) Nina - Don Marvin Cajamarca (Antagonista principal)
- (2016) El mandarina
- (2011) La Tremebunda Corte - Rudecindo Caldero y Escobilla alias "El Turro" (Estelar)
- (2011-2014) La pareja feliz - Edmundo (Estelar)
- (2001-2015) Vivos - Varios personajes
- (1997-2001) Ni En Vivo Ni En Directo - Varios personajes

### Programas
- (2009-2010) Ni por aquí, ni por allá - GamaTV

## Teatro
- Macho que se respeta, es mandarina
- Un político entre mozas y apuros